# Aabenraa Kommune
|  | For Aabenraa Kommune før kommunalreformen i 2007, se Aabenraa Kommune (1970-2006). |
Aabenraa Kommune eller Åbenrå Kommune er en kommune i Region Syddanmark efter Kommunalreformen i 2007.

## Strukturreformen 2007
Aabenraa Kommune er opstået ved sammenlægning af:
- Bov Kommune
- Lundtoft Kommune
- Rødekro Kommune
- Tinglev Kommune
- Aabenraa Kommune (1970-2006)

Ved kommunalvalget 15. november 2005 fik kommunalbestyrelsen socialdemokratisk flertal.

## Politik

### Byrådet
| 17 | 2 |  | 2 | 9 |

| 25 | 6 |

| 14 |  | 2 | 2 | 2 | 10 |

| 23 | 8 |

| 8 |  |  | 5 | 2 | 13 |  |

| 24 | 7 |

| 9 | 2 |  | 5 | 2 | 11 |  |

| 23 | 8 |

| 9 | 4 | 2 |  | 2 | 2 | 11 |

| 21 | 10 |

| 9 | 4 |  | 2 | 2 | 11 |  |  |

| 21 | 10 |

### Nuværende byråd
| Navn                            | Parti                                    |
| ------------------------------- | ---------------------------------------- |
| Thomas Andresen                 | Venstre - 11 mandater                    |
| Eivind Underbjerg Hansen        | Venstre - 11 mandater                    |
| Søren Frederiksen               | Venstre - 11 mandater                    |
| Kirsten Nørgård Christensen     | Venstre - 11 mandater                    |
| Carina F. Davidsen              | Venstre - 11 mandater                    |
| Claus Bruun Jørgensen           | Venstre - 11 mandater                    |
| Philip Tietje                   | Venstre - 11 mandater                    |
| Jens Wistoft                    | Venstre - 11 mandater                    |
| Rasmus Andresen                 | Venstre - 11 mandater                    |
| Susanne Provstgaard             | Venstre - 11 mandater                    |
| Carina Underbjerg Hansen        | Venstre - 11 mandater                    |
| Erik Uldall Hansen              | Socialdemokratiet - 9 mandater           |
| Signe Bekker Dhiman             | Socialdemokratiet - 9 mandater           |
| Christian Panbo                 | Socialdemokratiet - 9 mandater           |
| Dorte Soll                      | Socialdemokratiet - 9 mandater           |
| Theis Kylling Hommeltoft        | Socialdemokratiet - 9 mandater           |
| Dorrit Knudsen                  | Socialdemokratiet - 9 mandater           |
| Egon Madsen                     | Socialdemokratiet - 9 mandater           |
| Cathrina Aaes Sørensen          | Socialdemokratiet - 9 mandater           |
| Marianne List                   | Socialdemokratiet - 9 mandater           |
| Jan Riber Jakobsen (Borgmester) | Det Konservative Folkeparti - 4 mandater |
| Rasmus Elkjær Larsen            | Det Konservative Folkeparti - 4 mandater |
| Anders Koch-Hørlyck             | Det Konservative Folkeparti - 4 mandater |
| Kjeld Hansen                    | Det Konservative Folkeparti - 4 mandater |
| Kurt Asmussen                   | Slesvigsk Parti - 2 mandater             |
| Erwin Andresen                  | Slesvigsk Parti - 2 mandater             |
| Jan Køpke Christensen           | Nye Borgerlige - 2 mandater              |
| Hans-Christian Gjerlevsen       | Nye Borgerlige - 2 mandater              |
| Ida Smed                        | Dansk Folkeparti - 2 mandater            |
| Arne Leyh Petersen              | Dansk Folkeparti - 2 mandater            |
| Michael Christensen             | Socialistisk Folkeparti - 1 mandat       |

| Navn                      | Skiftet fra      | Skiftet til          | Dato              |
| ------------------------- | ---------------- | -------------------- | ----------------- |
| Hans-Christian Gjerlevsen | Nye Borgerlige   | Dansk Folkeparti     | 17. oktober 2023  |
| Jan Køpke Christensen     | Nye Borgerlige   | Løsgænger            | 16. november 2023 |
| Ida Smed                  | Dansk Folkeparti | Løsgænger            | 3. januar 2025    |
| Ida Smed                  | Løsgænger        | Danmarksdemokraterne | 25. januar 2025   |

| Udtrådt       | Indtrådt    | Parti             | Dato           |
| ------------- | ----------- | ----------------- | -------------- |
| Marianne List | Gaby Scheel | Socialdemokratiet | 15. april 2023 |

### Byrådet 2018 - 2022
| Navn                            | Parti                                    |
| ------------------------------- | ---------------------------------------- |
| Thomas Andresen                 | Venstre - 11 mandater                    |
| Eivind Underbjerg Hansen        | Venstre - 11 mandater                    |
| Søren Frederiksen               | Venstre - 11 mandater                    |
| Kirsten Nørgård Kristensen      | Venstre - 11 mandater                    |
| Carina F. Davidsen              | Venstre - 11 mandater                    |
| Claus Bruun Jørgensen           | Venstre - 11 mandater                    |
| Philip Tietje                   | Venstre - 11 mandater                    |
| Jens Wistoft                    | Venstre - 11 mandater                    |
| Rasmus Andresen                 | Venstre - 11 mandater                    |
| Susanne Provstgaard             | Venstre - 11 mandater                    |
| Carina Underbjerg Hansen        | Venstre - 11 mandater                    |
| Erik Uldall Hansen              | Socialdemokratiet - 9 mandater           |
| Signe Bekker Dhiman             | Socialdemokratiet - 9 mandater           |
| Christian Panbo                 | Socialdemokratiet - 9 mandater           |
| Dorte Soll                      | Socialdemokratiet - 9 mandater           |
| Theis Kylling Hommeltoft        | Socialdemokratiet - 9 mandater           |
| Dorrit Knudsen                  | Socialdemokratiet - 9 mandater           |
| Egon Madsen                     | Socialdemokratiet - 9 mandater           |
| Cathrina Aaes Sørensen          | Socialdemokratiet - 9 mandater           |
| Marianne List                   | Socialdemokratiet - 9 mandater           |
| Jan Riber Jakobsen (Borgmester) | Det Konservative Folkeparti - 4 mandater |
| Rasmus Elkjær Larsen            | Det Konservative Folkeparti - 4 mandater |
| Anders Koch-Hørlyck             | Det Konservative Folkeparti - 4 mandater |
| Kjeld Hansen                    | Det Konservative Folkeparti - 4 mandater |
| Jan Køpke Christensen           | Nye Borgerlige - 2 mandater              |
| Hans-Christian Gjerlevsen       | Nye Borgerlige - 2 mandater              |
| Kurt Asmussen                   | Slesvigsk Parti                          |
| Erwin Andresen                  | Slesvigsk Parti                          |
| Ida Smed                        | Dansk Folkeparti                         |
| Arne Leyh Petersen              | Dansk Folkeparti                         |
| Michael Christensen             | Socialistisk Folkeparti                  |

| Navn              | Skiftet fra      | Skiftet til | Dato              |
| ----------------- | ---------------- | ----------- | ----------------- |
| Ejler Schütt      | Dansk Folkeparti | Løsgænger   | 24. november 2020 |
| Jane Thorgeirsson | Dansk Folkeparti | Løsgænger   | 24. november 2020 |

| Dato               | Udtrådt                  | Indtrådt           | Parti        |
| ------------------ | ------------------------ | ------------------ | ------------ |
| 15. september 2020 | Jens Bundgaard Nielsen † | Gert Nordklitgaard | Enhedslisten |
| 23. september 2020 | Gert Nordklitgaard       | Lene Dalsgaard     | Enhedslisten |

### Borgmestre
| Navn               | Parti                       | Periode                            |
| ------------------ | --------------------------- | ---------------------------------- |
| Tove Larsen        | Socialdemokratiet           | 1. januar 2007 - 31. december 2013 |
| Thomas Andresen    | Venstre                     | 1. januar 2014 - 31. december 2021 |
| Jan Riber Jakobsen | Det Konservative Folkeparti | 1. januar 2022 -                   |

## Sogne i Kommunen
Medlemmer af Folkekirken (indbyggere) pr. 1. juli 2010
| 1  | Aabenraa Sogn         | 12.965 | (15.960) | 81,2% |
| 2  | Bov Sogn              | 6.845  | (8.362)  | 81,9% |
| 3  | Rise Sogn             | 5.836  | (6.586)  | 88,6% |
| 4  | Tinglev Sogn          | 2.766  | (3.605)  | 76,7% |
| 5  | Løjt Sogn             | 3.102  | (3.475)  | 89,3% |
| 6  | Ensted Sogn           | 2.107  | (2.409)  | 87,5% |
| 7  | Kliplev Sogn          | 2.106  | (2.391)  | 88,1% |
| 8  | Felsted Sogn          | 2.066  | (2.346)  | 88,1% |
| 9  | Hjordkær Sogn         | 1.957  | (2.150)  | 91,0% |
| 10 | Øster Løgum Sogn      | 1.818  | (2.051)  | 88,6% |
| 11 | Bjolderup Sogn        | 1.720  | (1.898)  | 90,6% |
| 12 | Burkal Sogn           | 1.324  | (1.852)  | 71,5% |
| 13 | Holbøl Sogn           | 1.262  | (1.521)  | 83,0% |
| 14 | Varnæs Sogn           | 1.185  | (1.332)  | 89,0% |
| 15 | Bylderup Sogn         | 861    | (1.056)  | 81,5% |
| 16 | Ravsted Sogn          | 825    | (995)    | 82,9% |
| 17 | Hellevad Sogn         | 831    | (936)    | 88,8% |
| 18 | Uge Sogn              | 436    | (556)    | 78,4% |
| 19 | Egvad Sogn            | 364    | (413)    | 88,1% |
| 20 | Kværs Sogn            | 8      | (10)     | 80,0% |
|    | Uden fast bopæl/kirke | 107    | (121)    | 88,4% |
|    | Total                 | 50.491 | (60.025) | 84,1% |